# Тео Ернандес
Тео́ Берна́р Франсоа́ Ерна́ндес (първите три имена на френски, фамилията на испански: Theo Bernard François Hernández) е френски футболист, роден на 6 октомври 1997 г. в Марсилия, защитник на арабския Ал-Хилал и националния отбор на Франция.

## Успехи

### Реал (Мадрид)
- Суперкупа на УЕФА (1): 2017
- Суперкупа на Испания (1): 2017
- Световен клубен шампион (1): 2017
- Шампионска лига (1): 2017/18

### Милан
- Шампион на Италия (1): 2021/22
- Суперкупа на Италия (1): 2024/25

### Франция
- Лига на нациите (1): 2020/21